# Nettie Minick
Nettie Minick, née Skinner le 3 avril 1851, décédée le 28 novembre 1960, était une centenaire américaine, reconnue comme la doyenne de l'humanité entre le 9 octobre 1960 et la date de sa mort.

## Biographie
Nettie Minick est née sous le nom de Nettie Skinner dans l'État de New York, aux États-Unis, le 3 avril 1851. Ses parents étaient Ira Skinner et Marinda Randall. À l'âge de six mois, Nettie a voyagé vers l'ouest avec ses parents dans un chariot bâché. La famille s'est installée à Maysville, aujourd'hui Harlan, situé au sein du comté d'Allen dans l'Indiana, où Nettie Minick passa le reste de sa vie.
Elle a épousé Oliver B. Minick en 1869, à l'âge de 18 ans. Oliver est décédé en 1915 à l'âge de 66 ans, avec qui elle a eu trois enfants. Son premier enfant est décédé peu après sa naissance. Sa deuxième fille, Cora Blanche Minick Bartlet, est décédée cinq mois seulement avant elle, le 15 juin 1960, à l'âge de 85 ans. Sa dernière enfant, Bertha Minick Amstutz, seule des trois encore en vie au moment de son décès, est décédée à l'âge de 94 ans en 1976.
Nettie a participé aux festivités du centenaire de Harlan en 1953, à l'âge de 102 ans. Trois ans plus tard, le jour de son 105e anniversaire, elle a été couronnée « Reine du Jour » le dimanche de Pâques à l'église méthodiste de Harlan, dont elle est considérée comme la doyenne de l'Indiana. Elle est également considérée comme la doyenne de la loge Rebeccah.
Nettie Minick était profondément engagée en faveur du droit de vote depuis 1920, année où les femmes ont obtenu ce droit politique aux États-Unis. Elle a voté pour la dernière fois lors de l'élection présidentielle de 1960. Républicaine de toujours, elle a voté par correspondance pour le vice-président Richard Nixon à son domicile le 1er novembre 1960, à l'âge de 109 ans et 212 jours (seulement 27 jours avant sa mort).

## Records de longévité
Le 30 juin 1960, elle est devenue la femme la plus âgée au monde et la deuxième personne la plus âgée au monde (derrière l'Américain Robert Early), après le décès de Louise Godejohann, également Américaine, à l'âge de 110 ans.
Le 9 octobre 1960, Minick, alors âgée de 109 ans et 189 jours, est devenue la personne la plus âgée au monde, après le décès de Robert Early, un jour après son 111e anniversaire.
Nettie Minick est décédée à Harlan, dans le comté d'Allen, dans l'Indiana, aux États-Unis, le 28 novembre 1960, 50 jours après être devenue la personne la plus âgée du monde, à l'âge de 109 ans et 239 jours.
Après sa mort, l'Américaine Mary Kelly, âgée de 109 ans et 174 jours, est devenue la personne la plus âgée du monde.